# Studley
Studley est un village et une paroisse civile du Warwickshire, en Angleterre. Il est situé dans l'ouest du comté, près de la frontière du Worcestershire, à 6 km au sud-est de Redditch. Au moment du recensement de 2001, il comptait 6 624 habitants. Le château de Studley a servi de centre de formation et marketing pour les voitures de la marque Rover disparue en 2005.

## Personnalités
- Dawn Wofford (1936-2015), cavalière britannique de saut d'obstacles, est morte à Studley.